# Robert F. Kennedy Building

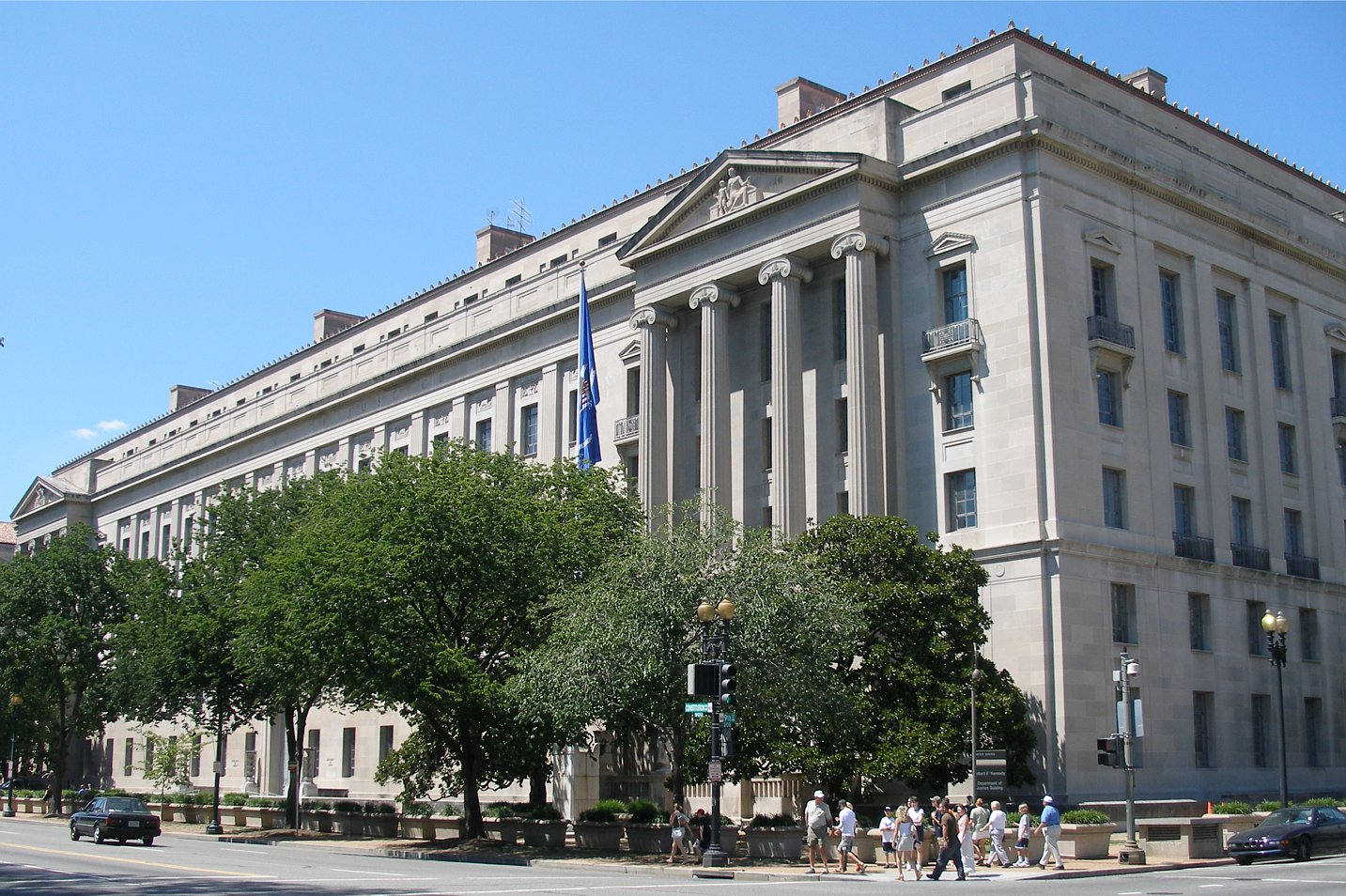
Das Robert F. Kennedy Building, Hauptsitz des Justizministeriums der Vereinigten Staaten.

Das Robert F. Kennedy Building (amtl. „Robert F. Kennedy Department of Justice Building“) ist ein im Jahre 1935 errichtetes, 110.000 m² großes Verwaltungsgebäude der Vereinigten Staaten von Amerika in Washington, D.C. Es ist nach Robert Francis Kennedy, dem ehemaligen Justizminister und Bruder John F. Kennedys benannt.
Das Gebäude beherbergt sowohl das Justizministerium der Vereinigten Staaten als auch das Büro des Attorney General, des Deputy Attorney General, des Associate Attorney Generals und des Solicitor Generals, die alle dem Justizministerium angeschlossen sind.
Das Gebäude liegt an der 950 Pennsylvania Avenue NW, im so genannten Federal Triangle zusammen mit einigen Ministerien der US-Regierung und wird von der General Services Administration (GSA) betrieben. Die Architekten des Gebäudes waren Milton Bennett Medary, Charles L. Borie, Jr. und Clarence C. Zantzinger.
Das Gebäude grenzt im Westen ans National Archives Building, im Osten an das Internal Revenue Service Building, im Norden an die National Mall und im Süden an das J. Edgar Hoover Building.